# Герксгаймвайгер
Герксгаймвайгер (нім. Herxheimweyher) — громада в Німеччині, розташована в землі Рейнланд-Пфальц. Входить до складу району Південний Вайнштрассе. Складова частина об'єднання громад Герксгайм.
Площа — 3,57 км2. Населення становить 550 ос. (станом на 31 грудня 2020).

## Галерея

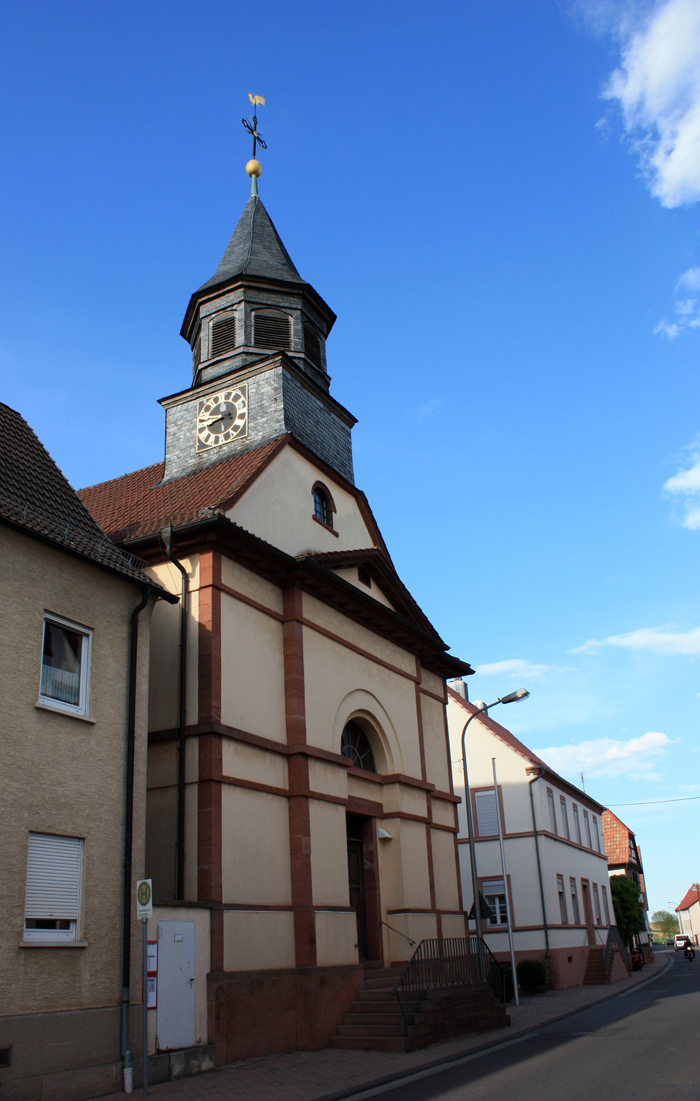